# Doktor und Apotheker
Doktor und Apotheker ist ein Singspiel in zwei Akten von Carl Ditters von Dittersdorf. Das Libretto stammt von Johann Gottlieb Stephanie d. J. Es basiert auf dem französischen Lustspiel L’apothicaire de Murcie eines anonymen G. v. N. Das Werk erlebte seine Uraufführung am 11. Juli 1786 am Kaiserlich königlichen National-Hoftheater in Wien. Es bescherte dem Komponisten seinen größten Erfolg und gilt als sein Meisterwerk.

## Handlung

### Erster Akt
Bild: Haus des Apothekers Stößel mit Garten und Laube
Der Apotheker Stößel, seine Frau Claudia, deren gemeinsame Tochter Leonore, Stößels Nichte Rosalie und Hauptmann Sturmwald sitzen am Abend in der Gartenlaube. Letzterer hat im Krieg ein Auge und ein Bein verloren. Weil er vermögend ist, hätte ihn der Apotheker Stößel gerne zum Schwiegersohn. Leonore, seine einzige Tochter, ist aber in Gotthold Krautmann, den Sohn des ortsansässigen Arztes, verliebt. Als Stößel dies erfährt, wird er wütend; denn der Doktor ist sein größter Widersacher bei der Fakultät. Um Leonore vor einer Dummheit zu bewahren, setzt er die Hochzeit gleich auf den nächsten Tag fest. Als Sturmwald gegangen ist und sich die Übrigen in die Apotheke zurückgezogen haben, kommen Gotthold und Sichel, der Rosalie liebt, ans Haus. Die beiden haben sich verbündet, um die zwei Mädchen zu entführen. Zunächst heißt es aber, den Alten aus dem Haus zu locken. Dies geschieht, indem sich Sichel als Kammerdiener eines gräflichen Patienten ausgibt, dem Apotheker ob seiner großen Kunst schmeichelt und ihn bittet, sogleich seinen Herrn mit einer guten Medizin zu versorgen. Gleich macht sich der Apotheker mit seinem Lehrjungen Marx auf den Weg zu dem Patienten. Danach steigen Sichel und Gotthold durch das Ladenfenster ins Haus. Dabei werden sie jedoch von Sturmwald, der zurückgekehrt ist, beobachtet.
Verwandlung – Bild: Zimmer in der Apotheke
Das Getuschel der jungen Leute hat die Apothekersfrau aufwachen lassen. Schon kommt sie im Nachthemd, um nach dem Rechten zu schauen. Gotthold und Sichel fliehen ins Labor. Derweil kehrt Stößel von seinem nächtlichen Krankenbesuch zurück, Sturmwald im Schlepptau. Aufgeregt berichten sie Claudia, es müssten Diebe im Haus sein. Alle gehen zu Bett außer Sturmwald. Er mit seiner großen militärischen Erfahrung ist dazu ausersehen, Wache zu schieben. Wegen seines hohen Alkoholgenusses schläft er jedoch bald ein. Gottwald und Sichel tragen ihn ins Labor, verschließen die Tür und machen sich auf und davon. Dabei nehmen sie Sturmwalds Kleidung mit.

### Zweiter Akt
Bild: Kurze Straße
Gallus sucht den Doktor Krautmann und trifft ihn auf offener Straße an. Er bittet ihn, sofort mit ihm zu kommen. Sein Herr liege im Sterben. Zwar sei letzte Nacht der Apotheker Stößel kurz bei ihm gewesen und habe ihm eine Arznei verabreicht, jedoch habe diese alles noch viel schlimmer gemacht. Wohl wissend, dass dem Patienten nicht mehr zu helfen ist, erklärt der Doktor, er könne ihm jetzt nicht folgen, weil er einen dringenderen Krankenbesuch machen müsse. Insgeheim ist Krautmann froh, dass der Apotheker dazwischengekommen ist, weil es nun heißen würde, Stößel habe den Kranken auf dem Gewissen.
Verwandlung – Bild: Zimmer in Stößels Haus
Am folgenden Tag sprechen in aller Frühe der als Notar verkleidete Gotthold und Sichel in Kleidung und Maske Sturmwalds bei Stößel vor. Sichel drängt darauf, schnell den Heiratskontrakt zu unterzeichnen. Leonore fühlt sich überrumpelt und denkt zuerst gar nicht daran, ihre Unterschrift zu leisten. Als sie aber das Spiel der beiden Männer durchschaut hat, setzt sie ihren Namen unter das Dokument. Sichel befiehlt dem „Notar“, die Mädchen zu dem von ihm bestellten Brautfrühstück zu führen.
Unterdessen ist Sturmwald aufgewacht. Sein Fluchen dringt aus dem Labor. Stößel glaubt, es sei bei ihm eingebrochen worden. Als er sich daranmacht, die Tür zu seinem Allerheiligsten aufzuschließen, flüchtet Sichel in Rosalies Zimmer, verkleidet sich als Frau und verlässt das Haus.
Verwandlung – Bild: Kurze Straße
Stößel und Krautmann begegnen sich und geraten in Streit. Jeder wirft dem anderen vor, ein Scharlatan zu sein.
Verwandlung – Bild: Garten
Im Garten treffen alle Beteiligten aufeinander. Es entsteht ein fürchterliches Tohuwabohu, in dessen Verlauf sich der Doktor und der Apotheker miteinander versöhnen, sodass am Ende zwei glückliche Brautpaare ihrer baldigen Vermählung entgegensehen können.

## Musik
Doktor und Apotheker ist eine Nummernoper mit zwischen den Arien gesprochenen Dialogen. Die Melodien sind sehr volkstümlich und erschließen sich dem Hörer leicht. Zu den musikalischen Höhepunkten zählen neben den groß ausgeführten Finales
- die Arie des Sichel, die schon in der Ouvertüre aufklang Wenn man will zum Mädchen gehen, sei man froh und wohlgemut,
- Sturmwalds Arie, die seine Trinkfreudigkeit herausstellt Der Wein ist ein Spezifikum für muntern Geist und frische Kräfte,
- Krautmanns Auftrittslied Ein Doktor ist, bei meiner Ehr, der größte Mann im Staate!, bei dem er sich selbst lobt (ein Vorläufer von van Betts Arie O sancta Justitia aus Albert Lortzings Zar und Zimmermann), und
- Sturmwalds Arie im zweiten Akt So verfährt man mit Soldaten? – Ha, potz Bomben und Granaten,
- das witzige Duett zwischen Krautmann und Gallus Vermaledeit sei dieser Handel, die ganze Doktorei ist Dunst! und schließlich
- das Streitduett zwischen Doktor und Apotheker Sie sind ein Scharlatan, ein Ignorant! kurz vor dem Finale, das Glanzstück der Oper.